# Стадион Кискеја
Стадион Кискеја (шп. Estadio Quisqueya Juan Marichal) је бејзбол стадион у Санто Домингу, Доминиканска Република. Пошто има могућност вишеструке употребе користи се и за потребе фудбалске репрезентације. Фудбалски клуб Атлетико Пантоја искористио је место за свој инаугурациони меч на фудбалском првенству Кариба. Кискеја прима око 14.469 људи након реновирања. Управа Доминиканске бејзболске лиге је задужена за њено управљање.
То је једини стадион у карипском региону који угошћује два различита бејзбол тима, Тигрес дел Лисеј (Licey Tigers) и Леонес дел Ескогидо (Leones del Escogido). Његове димензије поља су 335х383х411 стопа. Изграђен је 1955. као Естадио Трухиљо, током диктатуре Рафаела Леонидаса Трухиљо Молине, узимајући стадион Боби Мадуро у Мајамију као основу за дизајн.
Стадион је преименован у „Естадио Кискеја Хуан Маричал”, по бившем играчу Главне лиге бејзбола и члана Куће славних Хуану Маричалу.

## Пројекти реновирања стадиона
Стадион је прошао реконструкцију током 2007. године, чиме је повећан број седишта и укупан изглед терена. Обори су сада затворени и ван игре. Бивши председник Леонел Фернандез такође је 2009. године најавио да постоје планови да се стадион и околно земљиште претворе у модеран спортски комплекс.
Предвиђена је и изградња хотела са 5 звездица на крају централне баште, поред зграде у којој би били казино и музеј спорта. Због критика из многих сектора на начин на који ће преуређење бити финансирано, Доминиканска држава је најавила обуставу пројекта.
За сезону 2010 - 2011, капацитет дела стадиона је смањен са 9.600 седишта на 9.500 да би се 'АА' кутије прошириле са 5.843 на 7.443 места. За сезону 2014 - 2015. стадион је поново обновљен и површина трибина је смањена са 9.500 на 8.015.